# Adrian Mitchell (Basketballspieler)
Adrian Ferderal Mitchell (* 6. März 1995 in Salzburg) ist ein österreichischer Basketballspieler.

## Laufbahn
Der Sohn von Aaron Mitchell und Halbbruder von Lorenzo O’Neal spielte als Jugendlicher in Wien, Fürstenfeld und Gmunden. Er gab während des Spieljahres 2013/14 in den Farben der Swans Gmunden seinen Einstand in der Bundesliga. Im Juni 2017 wurde er als „aufgehender Stern“ der Liga ausgezeichnet. Abgestimmt hatten Medienvertreter sowie die Trainer der Bundesligisten. Dies war zugleich auch seine statistisch erfolgreichste Spielzeit bei den Gmundnern; er erzielte je Begegnung im Durchschnitt 6,2 Punkte sowie 2,5 Korbvorlagen und 2,3 Rebounds.
Im August 2018 wechselte Mitchell zum BC Hallmann nach Wien. Im Jänner 2019 ging er nach längerer Verletzungspause zum von seinem Vater als Trainer betreuten Zweitligisten BBU Salzburg. 2023 war er Mitgründer des Basketballvereins BC Salzburg Knights. Im Sommer 2023 ging Mitchell zum deutschen Verein TV Traunstein (2. Regionalliga), um dort abermals unter seinem Vater zu spielen.

### Nationalmannschaft
Mitchell vertrat die österreichische Nationalmannschaft in den Altersklassen U18 und U20. Im Sommer 2015 nahm er an der B-U20-EM teil.